# Ichthyolith

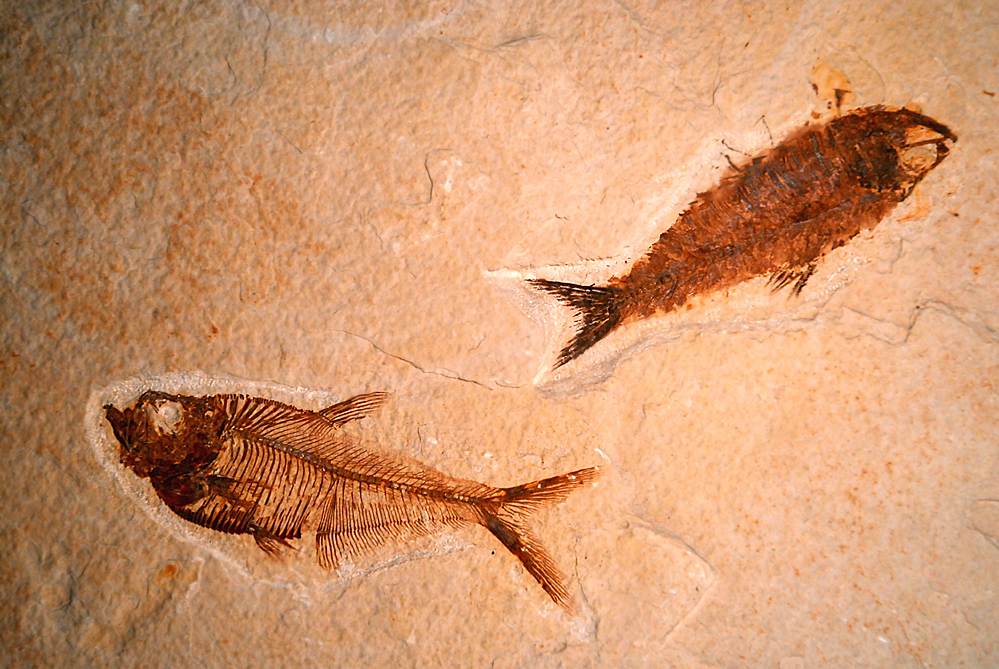
Diplomystus (links) und Knightia (rechts), zwei Fischfossilien aus der Green-River-Formation

Ein Ichthyolith (altgriechisch ἰχθύς ichthýs, deutsch ‚Fisch‘ und λίθος líthos, deutsch ‚Stein‘) ist das Fossil eines vollständig oder teilweise (z. B. Zähne oder Schuppen) erhaltenen Fisches. Die fossilen Rückenflossen-Stacheln primitiver Fischformen (Haie (Stachelhaie)), insbesondere paläozoischen Alters, werden Ichthyodorulith (altgr. δόρυ dóry „Spieß“, „Lanze“) genannt.

## Belege
1. ↑  Stichwort „Ichthyolith.“ In: Herder-Lexikon der Biologie. Spektrum Akademischer Verlag GmbH, Heidelberg 2003. ISBN 3-8274-0354-5
2. ↑  Ulrich Lehmann: Paläontologisches Wörterbuch. 4. Auflage. Ferdinand Enke Verlag, Stuttgart, 1996. S. 114